# Tomás Obejero
Tomás Obejero Marmolejo (Santiago, 21 de diciembre de 1781-Santiago, 1849) fue un militar y político chileno. 

## Vida
Fue hijo de Juan Francisco Obejero y de Tomasa Marmolejo y Urrutia.
Inició su carrera militar en 1801, en el Regimiento de Dragones de la Reina. En 1810 abrazó la causa patriota, siendo nombrado oficial mayor de Guerra en la administración de José Miguel Carrera. Tras la Batalla de Rancagua emigró a Mendoza, donde se puso a las órdenes de José de San Martín e ingresó a Chile con la victoria patriota en Chacabuco.
Ministro de Guerra y Marina (1826) bajo la administración de Ramón Freire, mantuvo el cargo con el presidente Manuel Blanco Encalada. Mantuvo el cargo interinamente hasta 1829 con la vicepresidencia de Francisco Antonio Pinto.
Importante líder pipiolo, fue perseguido tras las derrota en la Guerra Civil de 1830. Volvió a la vida pública en 1837, siendo electo Diputado por Santa Cruz y Curicó, integrando la Comisión permanente de Gobierno y de Guerra y Marina.